# Union des syndicats des personnels de l'animation et des organisations sociales sportives et culturelles
L' Union des syndicats des personnels de l'animation et des organisations sociales sportives et culturelles (USPAOC) est une union de syndicats français affiliés à la Confédération générale du travail et fédérés dans la Fédération nationale des syndicats du spectacle de l'audiovisuel et de l'action culturelle CGT. Elle couvre essentiellement les champs professionnels de l'Animation, des Centres sociaux et du Sport.
Au niveau national, l'USPAOC-CGT coordonne les actions en vue d'améliorer les conditions de travail des salariés des champs professionnels qu'elle recouvre. Elle participe notamment aux commissions paritaires en vue d'améliorer les conventions collectives.

## Expression
Elle publie un bulletin trimestriel, le PAOC Info, destiné à ses adhérents.

## Siège
Son siège est situé à Paris, au 14-16 rue des Lilas.